# Michel Quétin
Pour les articles homonymes, voir Quétin.
 (décembre 2020).
Michel Quétin, né à Aurillac le 18 mars 1935 et mort à Paris le 13 mai 2025, est un archiviste et historien français.

## Biographie
Michel Quétin découvre sa passion pour la photographie à l'âge de 16 ans. Durant son parcours scolaire et universitaire, il s'en éloigne pour se concentrer sur ses études. Élève de l'École des chartes, il y obtient le diplôme d'archiviste-paléographe en 1964 après avoir soutenu une thèse sur l’hôpital d’Aurillac de 1649 à la Révolution. Entre 1983 et 1992, il est directeur du service de photographie.  
Nommé aux Archives nationales, il y est chargé des archives iconographiques, puis est muté pour une période de cinq ans à l'institut national de l'audiovisuel. Durant son mandat, Quétin, alimenté par sa passion pour le caractère historique des photographies, devient l'initiateur de la politique de collecte et de mise en valeur de fonds photographique. À la fin de sa carrière, il est chargé de mission pour le patrimoine photographique des archives publiques et prend sa retraite en 2000. 
Il se consacre alors à sa passion qu'est la photographie. En 2012, il expose 40 de ses photographies représentant sa ville natale. La même année, il dépose ses 60 000 photographies prises au cours de sa vie aux Archives départementales du Cantal.
Michel Quétin meurt à Paris le 13 mai 2025 à l'âge de 90 ans.

## Contribution intellectuelle
Les années 1960 marquent le début de la réflexion sur les archives audiovisuelles, mais ce n'est qu'en 1972 que les archivistes s'intéressent à la question (Defrance, 1987, p. 160). Michel Quétin évolue dans ce milieu où les documents audiovisuels font apparaître des problèmes techniques tels que le manque d'information des professionnels sur la communication, la conservation et la restauration. Quétin consacrera la majorité de sa carrière à former les archivistes sur les bonnes pratiques pour la communication et la mise en place de locaux adaptés. En 1966, il publie un premier article dans La Gazette des archives afin de mettre en garde les archivistes sur leur usage de la pellicule adhésive. Dans cet article, il souligne que la pellicule adhésive vieillit mal et que celle-ci laisse des traces jaunâtres sur le papier. Il consacrera le reste de son article à conseiller un autre type de pellicule et terminera sur une mise en garde sur l'utilisation abusive de ces « réparations courantes » qu'il observe dans plusieurs centres d'archive. Cet intérêt concernant le matériau sera tout aussi présent dans son article de 1972 où il abordera l'importance du choix du matériau dans la confection d'une pochette Melinex. Dans cet article, il souligne les avantages de celle-ci, l'emplacement pour s'en procurer mais met en garde qu'elle n’est pas une solution pour la conservation à long terme. Parallèlement à l’exploration des manières optimales pour la manipulation des archives, il tente aussi de mettre en place des lignes directrices communes pour la mise en place d'ateliers de photographie qui sont encore artisanaux à cette époque. En 1969, il rédige un article visant à regrouper toutes les informations nécessaires pour la mise en place d'installations photographiques dans les différents centres d'archives. Il y décrit l'aménagement des locaux, en particulier celui de la salle de prise de vue, de laboratoire, de lecture de microfilms et de conservation de microfilms. Dans la seconde partie de son article, il décrit le matériel nécessaire pour réaliser le travail de photographe. En 1973, il réitérera l'exercice en évaluant le matériel des centres d'archives de France. Cette évaluation du matériel entre dans les demandes de Guy Duboscq, le directeur des Archives de France, qui désirait voir une modernisation de l'équipement à travers la France. Quétin évaluera les différents centres d'archives et à travers la même séparation qu'en 1969, il offrira des produits adaptés aux différents budgets. Le milieu des années 1970 sera marqué par la sécurité pour Quétin, car il publie un article sur la prévention des incendies. Dans cet article, il revient sur les pratiques de son époque et la montée de l'automatisation dans la détection, la transmission de l'alerte et les mesures d'intervention. L'archiviste souligne à travers son article que l'automatisation est vouée à se développer avec les années, mais qu'à son époque l'homme ne peut être remplacé par la machine, car elle n'est pas aussi fiable que celui-ci.

## Publications
- 1966 : « Les pellicules auto-adhésives "Filmolux", "Filmomatt S" et "Filmoplast P" », Gazette des archives no 54, p. 193‑194.
- 1969 : « L'équipement d’un atelier photographique d’archive », Gazette des archives no 64, p. 29‑44.
- 1972 : « Une pellicule de protection, le film polyester "Melinex" », Gazette des archives no 78 (1), p. 187.
- 1973 : M. Quétin, G. Duboscq, « L'équipement photographique des Archives en France, résultats et enseignements d’une enquête », Gazette des archives, no 83 (1), p. 229‑241.
- 1976 : « À propos de la prévention et de la protection contre l'incendie », Gazette des archives no 92, p. 33‑47.